# Lithognathus
Lithognathus – rodzaj morskich ryb z rodziny prażmowatych. 

## Zasięg występowania
Wschodni Ocean Atlantycki.

## Klasyfikacja
Gatunki zaliczane do tego rodzaju:
- Lithognathus aureti
- Lithognathus lithognathus - morlesz przylądkowy[potrzebny przypis]
- Lithognathus mormyrus - morlesz pręgowany[3]
- Lithognathus olivieri

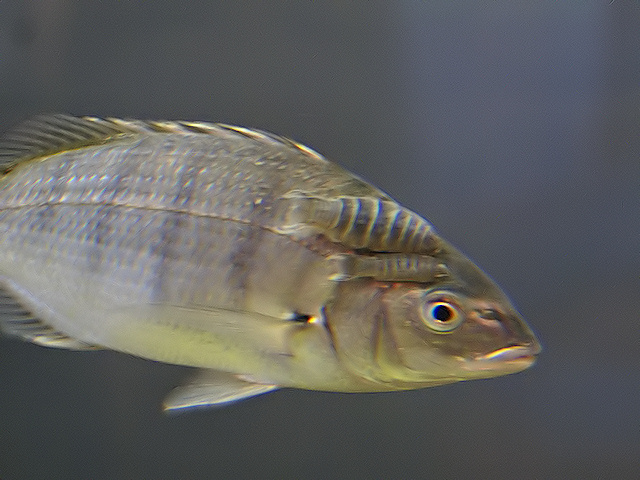
Lithognathus aureti
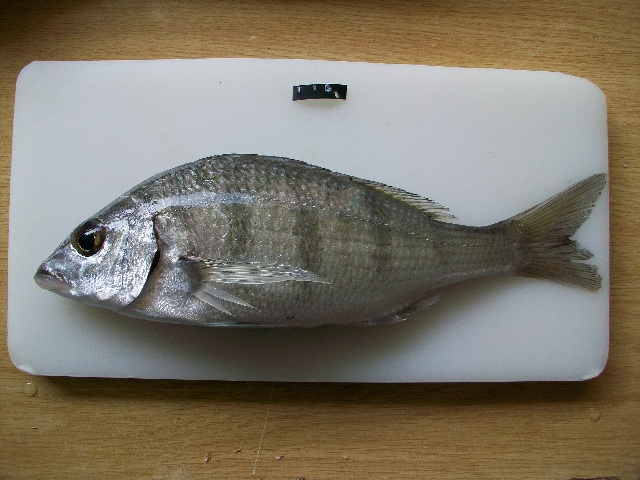
Lithognathus lithognathus